# 조난촌 (효고현 시카마군)
조난촌(城南村)은 효고현 미하라군에 있던 촌이다. 현재의 히메지시의 중심부 서방에 해당한다.

## 역사
- 1912년 4월 1일 - 고쿠가촌의 일부, 이치도노촌의 일부가 합병해 성립하였다.
- 1935년 10월 1일 - 히메지시에 편입해, 동일 조난촌은 폐지되었다.

## 교통

### 철도
촌역에 철도성 반탄선이 통과하지만 역은 소재하지 않았다.

## 참고문헌
- 가도카와 일본지명 대사전 28권 효고현